# Donja Brnjica
Bërnicë e Poshtme en albanais et Donja Brnjica en serbe latin (en serbe cyrillique : Доња Брњица) est une localité du Kosovo située dans la commune/municipalité de Pristina, district de Pristina (Kosovo) ou district de Kosovo (Serbie). Selon le recensement kosovar de 2011, elle compte 549 habitants.

## Histoire
Sur le territoire du village se trouve un site dont les vestiges remontent à la Préhistoire ; il est proposé pour une inscription sur la liste des monuments culturels du Kosovo.

## Démographie

### Évolution historique de la population dans la localité
| 1948 | 1953 | 1961 | 1971 | 1981 | 1991 | 2011 |
| ---- | ---- | ---- | ---- | ---- | ---- | ---- |
| 470  | 537  | 609  | 615  | 681  | 658  | 549  |

|  |

### Répartition de la population par nationalités (2011)
En 2011, les Albanais représentaient 54,83 % de la population et les Serbes 44,63 %.